# والتر غونتر
والتر غونتر (بالألمانية: Walter Günther)‏ (18 نوفمبر 1915 - 1 مارس 1989) هو لاعب كرة قدم ألماني في مركز الهجوم. شارك مع منتخب ألمانيا لكرة القدم. أما مع النوادي، فقد لعب مع آينتراخت دويسبورغ.

## وصلات خارجية
- والتر غونثر على موقع قاعدة بيانات كرة القدم.إي يو (الإنجليزية)
- والتر غونثر على موقع ناشيونال فوتبول تيمز (الإنجليزية)
- والتر غونثر على موقع عالم كرة القدم.نت (الإنجليزية)